# Kompleks gradu Mir
Grajski kompleks Mir (belorusko: Мірскі замак, Łacinka – Mirski zamak, litovsko Myriaus pilis, poljsko Zamek w Mirze) je zgodovinski utrjeni grad in je v Belorusiji na seznamu Unescove svetovne dediščine. Stoji v mestu Mir, v okrožju Kareličy v Grodno oblasti, 29 kilometrov severozahodno od druge lokacije svetovne dediščine, gradu Niasviž. Grajski kompleks Mir je na 164 m nadmorske višine. Postavljen v 16. stoletju v poznopoljskem gotskem slogu, je eden redkih preostalih arhitekturnih spomenikov nekdanje poljsko-litovske skupne države v sodobni Belorusiji.

## Zgodovina
Vojvoda Jurij Ivanavič Ilinič (pl: Jerzy Iwanowicz Ilinicz) je začel graditi grad blizu vasi Mir po prelomu 16. stoletja v poljskem gotskem slogu. Pet stolpov je obdajalo dvorišče citadele, katere stene so na vsaki strani tvorile kvadrat 75 metrov. Leta 1568, ko je dinastija Iliinič izumrla, je grad Mir prešel v roke poljsko-litovskega plemiča Mikolaja Krzižtofa Sirote Radziwiłła (litovsko Mikalojus Kristupas Radvila Našlaitėlis – 2. avgust 1549 – 28. februar 1616) ), ki ga je opremil z dvokrilno, trinadstropno veličastno rezidenco ob vzhodni in severni notranji steni gradu. Ometane fasade so v renesančnem slogu krasili apnenčasti portali, plošče, balkoni in verande.
Leta 1817, potem ko je bil grad skoraj stoletje zapuščen in je v bitki pri Miru (1812) med Napoleonovo invazijo na Rusijo, utrpel hudo škodo, lastnik Dominik Hieronim Radziwiłł (litovsko Dominykas Jeronimas Radvila - 1786–1813)  pa je umrl zaradi bojnih poškodb, je grad prešel hčerki Stefaniji, ki se je poročila z ruso-nemškim aristokratom Ludwigom Zu Sayn- Wittgenstein-Berleburgom. Kasneje je grad postal last njune hčere Marije, ki se je poročila s princem Klodvigom Hohenlohe-Schillingsfürstom (nemško Chlodwig Carl Viktor Fürst zu Hohenlohe-Schillingsfürst, Prinz von Ratibor und von Corvey -  (31. marec 1819 – 6. julij 1901).
Njun sin Maurice Hohenlohe-Schillingsfürst je grad prodal ruskemu generalu Nikolaju Sviatapolk-Mirskemu (rusko Николай Иванович Святополк-Мирский, poljsko Mikołaj Światopełk-Mirski, 29. julij 1833 – 8. november 1898)  iz klana Bialynia leta 1895. Nikolajev sin Mihael je grad začel graditi po načrtih arhitekta Teodorja Burszeja. Družina Sviatapolk-Mirski je bila lastnik gradu do leta 1939, ko je Sovjetska zveza zasedla vzhodno Poljsko.
Ko so leta 1941 nemške sile vdrle v Sovjetsko zvezo, so grad zasedli in spremenili v geto za lokalno judovsko prebivalstvo preden so jih umorili. Med leti 1944 in 1956 je bil grad uporabljen kot stanovanjski objekt, kar je povzročilo škodo v notranjosti gradu.
Decembra 2000 je bil grad Mir uvrščen na Unescov seznam svetovne dediščine.

## Arhitektura gradu Mir
V prvi poznogotski fazi, na začetku 16. stoletja, so obstajali le opečni in kamniti obodni zidovi višine do 13 m, debeline 3 m v obliki štirikotnika (4 × 75 m), 4 kvadratni (v zgornjih nadstropjih 8-strani) vogalni stolpi visoki do 25 m in enonadstropna stavba v jugozahodnem kotu dvorišča, ki danes ne obstaja. V drugi fazi, sredi 16. stoletja, je bila ob severnem in vzhodnem obzidju zgrajena enonadstropna stavba s kletjo. Ta stavba je bila v tretji fazi širitve, na začetku 17. stoletja, dvignjena na tri nadstropja in je dobila videz palače. Hkrati so bile zazidane strelnice, vgrajena okna in preoblikovane srednjeveške cine zidov. V prvi polovici 17. stoletja je bil grad obdan z bastijoni, zemeljskimi utrdbami (z vhodnim poslopjem v središču zahodne kurtine), zaščiten z jarki, ki jih namaka reka Miranka.
Območje gradu je bilo preurejeno v park.

## Zanimiva dejstva
- Leta 2012 je kompleks gradu Mir obiskalo 275,5 tisoč obiskovalcev in s tem postal 4. najbolj obiskani muzej v Belorusiji.[4]
- Dolgo je veljalo, da je bil grad Mir zgrajen konec 15. stoletja, zato je leta 1995 grad praznoval 500-letnico. Danes pa večina zgodovinarjev meni, da je bil grad Mir zgrajen po letu 1522. [5]
- Grad Mir je upodobljen na bankovcu za 50.000 beloruskih rubljev.

## Sorodna svetovna dediščine
- Grad Niasviž
- Grad Litomysl